# Faramea heteromera
Faramea heteromera är en måreväxtart som beskrevs av Johannes Müller Argoviensis. Faramea heteromera ingår i släktet Faramea och familjen måreväxter. Inga underarter finns listade i Catalogue of Life.